# Campeonato Maranhense de Futebol de 1979
O Campeonato Maranhense de Futebol de 1979 foi a 58º edição da divisão principal do campeonato estadual do Maranhão. O campeão foi o Maranhão que conquistou seu 8º título na história da competição. O artilheiro do campeonato foi Cabecinha, jogador do Sampaio Corrêa, com 19 gols marcados.

## Premiação
| Campeonato Maranhense de 1979 |
| São Luís                      |
| ----------------------------- |
| Maranhão Campeão (8º título)  |